# Menophra barcinonaria
Menophra barcinonaria är en fjärilsart som beskrevs av Bellier de la Chavignerie 1862. Menophra barcinonaria ingår i släktet Menophra och familjen mätare. Inga underarter finns listade i Catalogue of Life.